# Van Oeveren
Van Oeveren BV, oorspronkelijk de Firma C.H. van Oeveren, is een busbedrijf, gevestigd in Zierikzee op het Zeeuwse eiland Schouwen-Duiveland, dat in 1927 werd opgericht door Cornelis van Oeveren. Er werden streekbusdiensten geëxploiteerd en touringcarritten uitgevoerd onder de sinds 1950 in onbruik geraakte naam De Westhoek. Het familiebedrijf wordt thans geleid door André van Oeveren, kleinzoon van de oprichter.
Op grond van oude afspraken, in 1951 gemaakt met de toenmalige Rotterdamsche Tramweg Maatschappij (RTM), speelt Van Oeveren nog steeds een rol in het regionale openbaar vervoer. De RTM nam toen de concessie over van Van Oeveren, die in ruil daarvoor nog honderd jaar, dus tot 2051, autobusdiensten mag uitvoeren in opdracht van de RTM en haar rechtsopvolgers. Daarom voert het bedrijf voor Connexxion een aantal diensten of zelfs gehele lijnen uit in de concessie Zeeland: de lijnen 31, 132, 133 en 134 (gedeeltelijk) en de lijnen 395 (Interliner), 629 en 631 in hun geheel. Of Van Oeveren zich binnen de veranderde omstandigheden van de Wet personenvervoer 2000 op de afspraak van 1951 kan beroepen als de gebiedsconcessie aan een andere exploitant dan Connexxion wordt gegund, is niet duidelijk. Daarnaast is Van Oeveren op eigen vergunningen nog steeds actief in het touringcarvervoer en het besloten busvervoer. 

## Materieel
Het bedrijf bezit een aantal lijndienstbussen, onder meer Mercedes-Benz Citaro's en Mercedes-Benz Integro's voor de kortere diensten, in de Connexxion huisstijl maar wel met een eigen Van Oeveren-wagenparknummer en vermelding van de naam Van Oeveren naast die van Connexxion. Voor de Interliner heeft het bedrijf een 3-tal luxe Integro's in Interliner-huisstijl. Voor reizen en besloten busvervoer heeft Van Oeveren een aantal touringcars in bezit.
Een aantal bussen van Van Oeveren is nu museumbus: de nummers 40 (bij de Stichting voorheen RTM in Ouddorp), 17 (bij het bedrijf zelf), 23 (bij de Stichting Veteraan Autobussen) en 31 (bij de Stichting RoMeO).